# Parti réformateur (Lettonie)
Le Parti réformateur (en letton : Reformu partija, RP) est un ancien parti politique letton, créé sous le nom de Parti réformateur de Zatlers (Zatlers Reformu partija, ZRP) par l'ancien président Valdis Zatlers, le 23 juillet 2011. Il adopte sa nouvelle dénomination en avril 2012. Il est considéré comme du centre droit et contre les oligarques. Il disparaît en 2015 et est intégré au sein d'Unité.

## Historique
Zatlers a été élu président du parti par 251 voix contre 2. Il a annoncé que son parti ne coopérerait pas avec les 3 partis dits des oligarques : l'Union des verts et des paysans, le Premier Parti de Lettonie/Voie lettonne et le Parti populaire (qui s'est auto-dissous en juillet 2011). Les sondages lui donnaient alors au moins un tiers des intentions de vote et il comptait d'ores et déjà plus d'un millier d'adhérents.
Sans députés lors de sa fondation, il remporte 22 sièges sur 100 à la Saeima lors des élections législatives anticipées du 17 septembre 2011.
Pour les élections législatives de 2014, il s'allie avec Unité.
En mars 2015, le parti entame son processus de dissolution du fait du faible nombre d'adhérents et fusionne au sein d'Unité.

## Résultats électoraux

### Élections parlementaires
| Année | Députés  | Votes   | %    | Rang | Gouvernement                                                  |
| ----- | -------- | ------- | ---- | ---- | ------------------------------------------------------------- |
| 2011  | 22 / 100 | 190 098 | 20,8 | 2e   | Gouvernements Dombrovskis III (2011-2014), Straujuma I (2014) |